# Lesotho aux Jeux olympiques d'été de 1980
Le Lesotho participe aux Jeux olympiques d'été de 1980 à Moscou. Pour son retour aux Jeux d'été après le boycott olympique des nations africaines aux JOs de Toronto, la délégation est composée de 5 athlètes spécialisés dans la course.

## Athlétisme
Hommes
| Kenneth Hlasa       | 800 mètres    | 1 min 56 s 1  | 7e  | NC           | NC           | non qualifié | non qualifié | non qualifié    | non qualifié | non qualifié | non qualifié |
| Kenneth Hlasa       | Marathon      | NC            | NC  | NC           | NC           | NC           | NC           | DNF             | DNF          |              |              |
| Joseph Letseka      | 100 mètres    | 11 s 21       | 6e  | non qualifié | non qualifié | non qualifié | non qualifié | non qualifié    | non qualifié |              |              |
| Joseph Letseka      | 200 mètres    | 22 s 31       | 5e  | non qualifié | non qualifié | non qualifié | non qualifié | non qualifié    | non qualifié |              |              |
| Vincent Rakabaele   | Marathon      | NC            | NC  | NC           | NC           | NC           | NC           | 2 h 23 min 29 s | 36e          |              |              |
| Motlalepula Thabana | 10 000 mètres | 34 min 01 s 5 | 10e | NC           | NC           | NC           | NC           | non qualifié    | non qualifié |              |              |
| Mopeli Molapo       | 1 500 mètres  | 3 min 55 s 5  | 7e  | NC           | NC           | NC           | NC           | non qualifié    | non qualifié |              |              |